# Яків Шехтер
Яків Шехтер - ізраїльський онколог, фахівець з імунної терапії меланоми, професор кафедри онкології Тель-Авівського університету. Засновник і директор Інституту іммуноонкологіі ім.Елли Лемельбаум при медичному центрі ім.Хаіма Шиби. Глава Форуму Ізраїльського товариства меланоми.

## Біографія
Закінчив медичний факультет Єврейського університету (Єрусалим) в 1976 р Пройшов спеціалізацію по онкології та радіотерапії в лікарні Бейлінсон (Ізраїль, г.Петах-Тіква). Після цього працював в лікарні Бейлінсон на посаді заступника директора інституту онкології.
У 2004 р заснував і очолив Інститут іммуноонкологіі їм Елли Лемельбаум при медичному центрі ім.Хаіма Шиби.

## Області клінічної практики
У сферу клінічної практики професора Шехтера входять:
- клінічна онкологія і променева терапія;
- передові імунні методи лікування меланоми (TIL - Tumour-Infiltrating Lymphocytes - інфільтрація пухлини лімфоцитами).

Завдяки використанню імунної терапії, професор Шехтер майже припинив хіміотерапію у хворих на меланому та значно скоротив застосування променевої терапії.

## Наукова робота
У 2014 р професор взяв участь в клінічних випробуваннях біологічного препарату для лікування раку - пембролізумаба. Випробування проводила компанія Merck Pharmaceuticals.
З 2016 року професор брав участь в інноваційному дослідженні, метою якого було порівняння двох біологічних препаратів для терапії першої лінії метастатичної меланоми - пембролізумаба і іпілімумаба.
Є автором близько 100 наукових публікацій.

## Викладацька діяльність
З 2009 р. - керівник комітету з клінічним супроводу розвитку онкологічного освіти в школах медицини Ізраїлю.
З 2014 р. завідує кафедрою онкології медичного факультету Тель-Авівського університету.

## Нагороди
2006 - премія Ізраїльської асоціації по боротьбі з раком за розробку інноваційного підходу до лікування меланоми методами імунотерапії.
У березні 2010 р увійшов до списку провідних онкологів Ізраїлю за версією газети Маарів.